# Turnstile Ridge
Turnstile Ridge är en bergstopp i Antarktis. Den ligger i Östantarktis. Australien gör anspråk på området. Toppen på Turnstile Ridge är 2 233 meter över havet.
Terrängen runt Turnstile Ridge är huvudsakligen platt, men österut är den kuperad. Trakten är obefolkad. Det finns inga samhällen i närheten.